# 黃日祚
黃日祚（？—？），字世隆，号彤沐，又号六巳居士，福建晋江人，清朝政治人物，進士出身。

## 生平
崇禎十二年（1639年）舉己卯科福建鄉試八十九名。明亡仕清，顺治六年（1649年）登进士，授兵部主事，转督补员外郎，督学河南，后辞职归乡。著有《迩园集》。